# 4626 Plisetskaya
4626 Plisetskaya è un asteroide della fascia principale. Scoperto nel 1984, presenta un'orbita caratterizzata da un semiasse maggiore pari a 2,2721970 UA e da un'eccentricità di 0,0825457, inclinata di 2,82528° rispetto all'eclittica.